# Thutmose 1.
Thutmose I (undertiden omtalt som Thutmosis I; gammelegyptisk: /ḏḥwty.ms/, Djehutymes, betydning "Tot er født") var tredje farao i 18. dynasti. Han overtog tronen efter farao Amenhotep 1.s død. Under sin regeringstid førte han krig langt ind i Levanten og i Nubien, og skubbede Egyptens grænser længere end nogensinde før.[kilde mangler]
Han blev efterfulgt af sin søn Thutmose 2., som selv blev efterfulgt af Thutmoses datter Hatshepsut. Hans regeringstid dateres normalt til 1506–1493 f.Kr., omtrent den dato, der er angivet i et tysk standardværk, 1504-1492 f.Kr. Et akademisk mindretal, der har iagttaget astrologiske observationer, der blev brugt til at beregne gamle egyptiske optegnelser, vil datere hans regeringsperiode til 1526-1513 f.Kr.